# Heinrich (Sachsen)

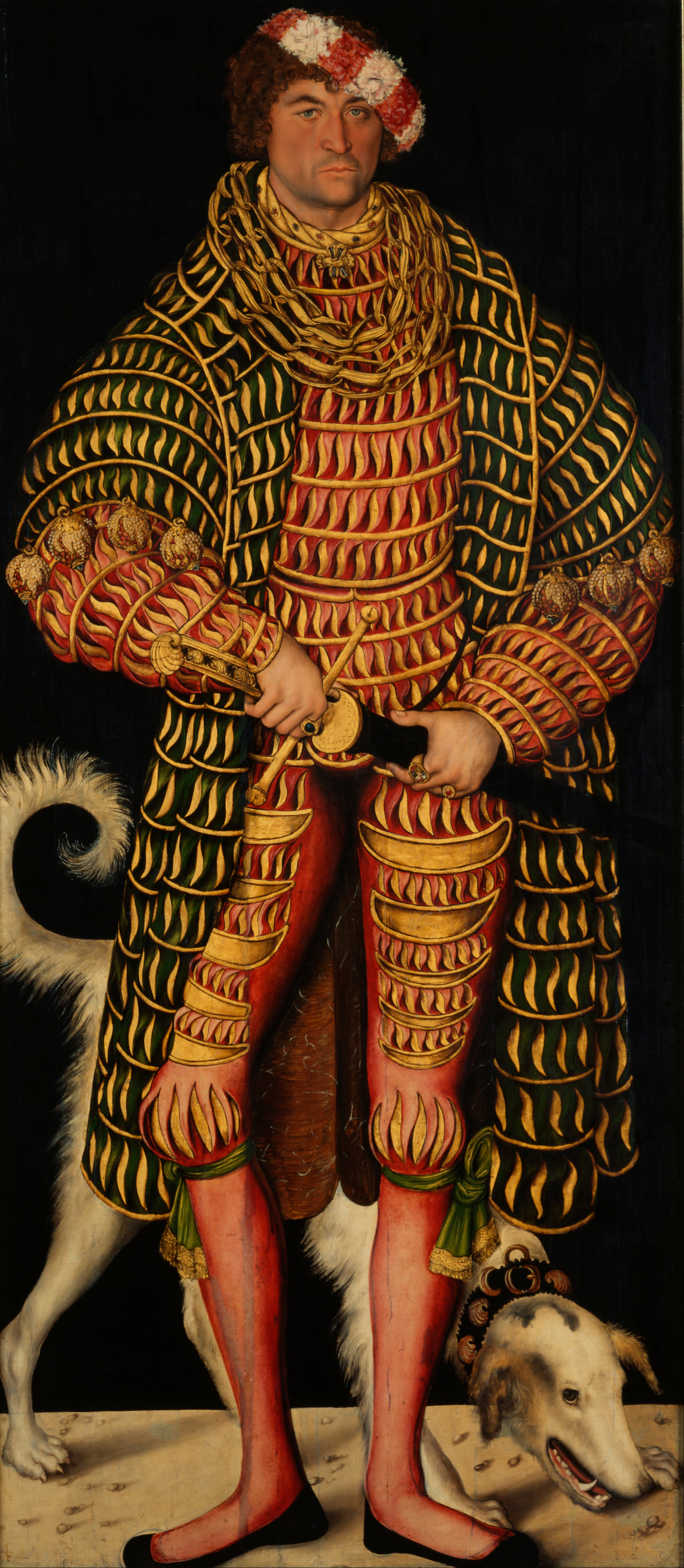
Heinrich der Fromme, Porträt von Lucas Cranach d. Ä., 1514

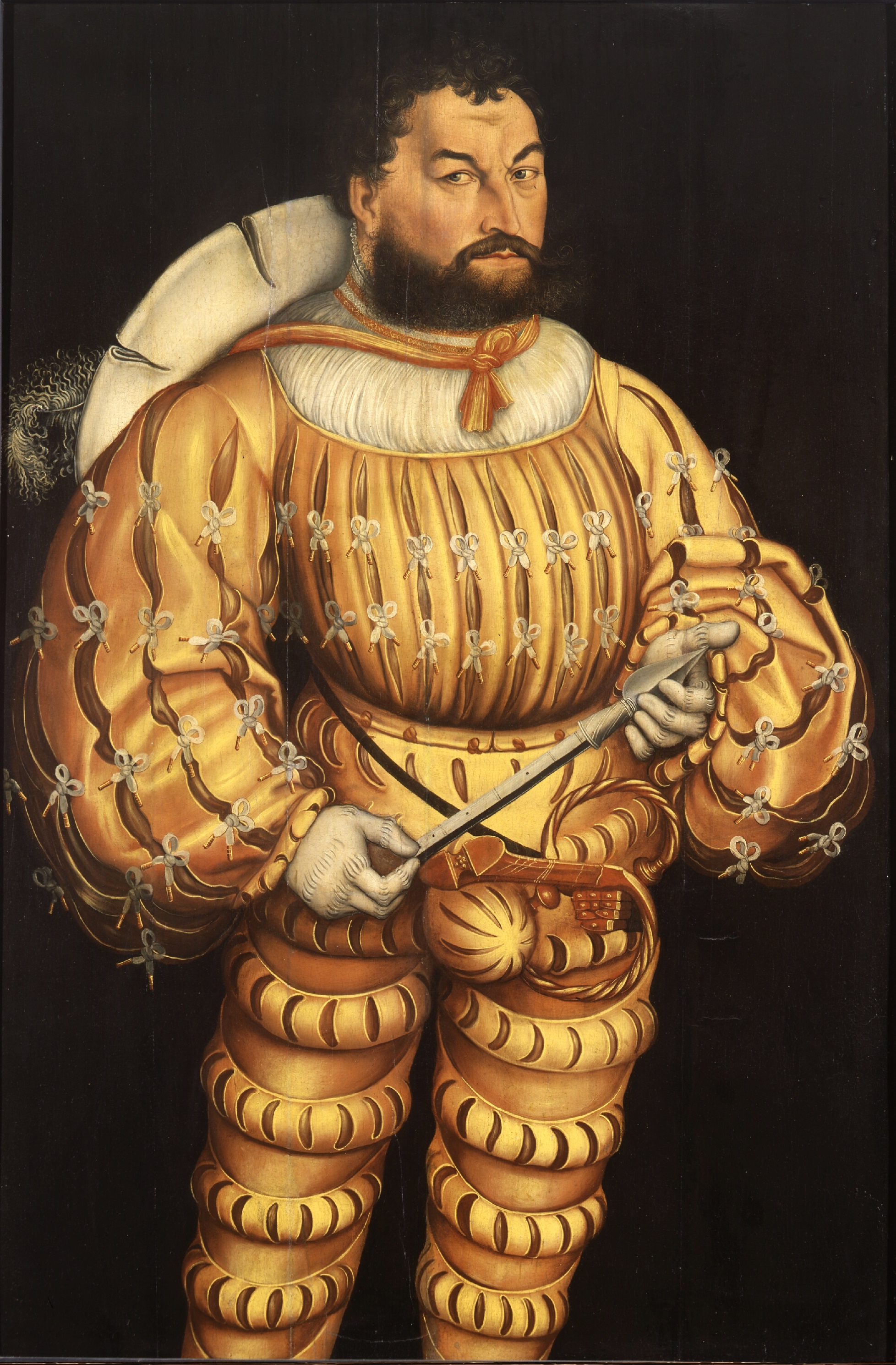
Heinrich um das Jahr 1526

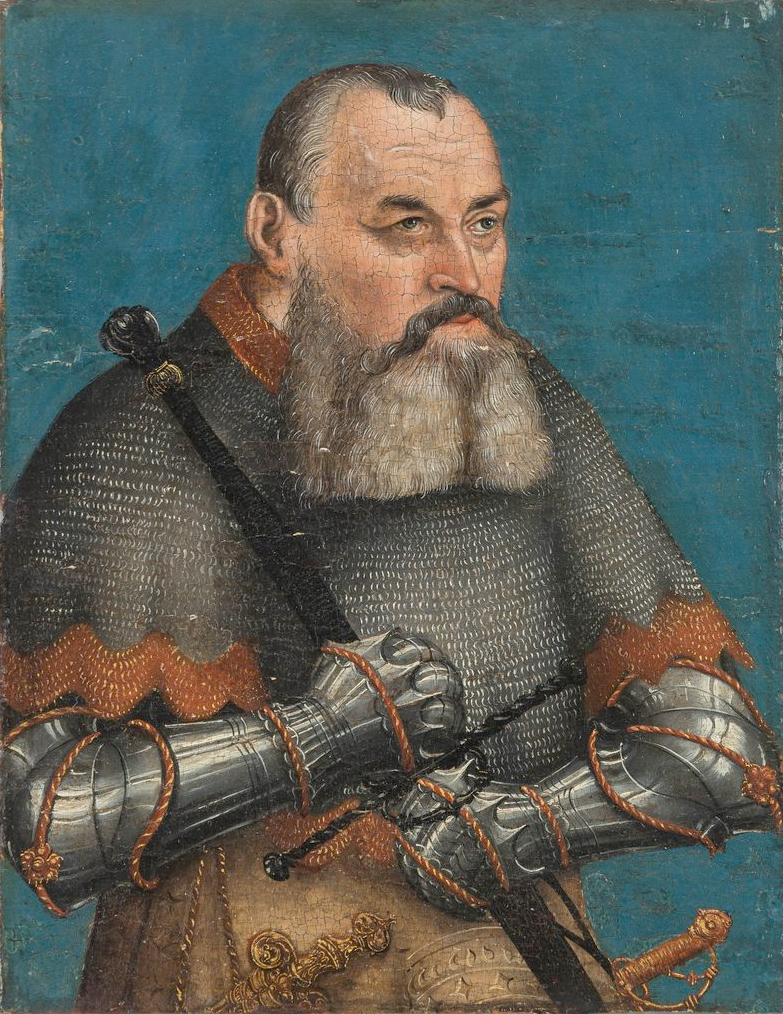
Heinrich der Fromme in Kettenhemd, 20 × 15 cm, Holz, Porträt um 1532 von Lucas Cranach d. Ä., CORPUS CRANACH Werkverzeichnis-Nr.: CC-POR-220-009

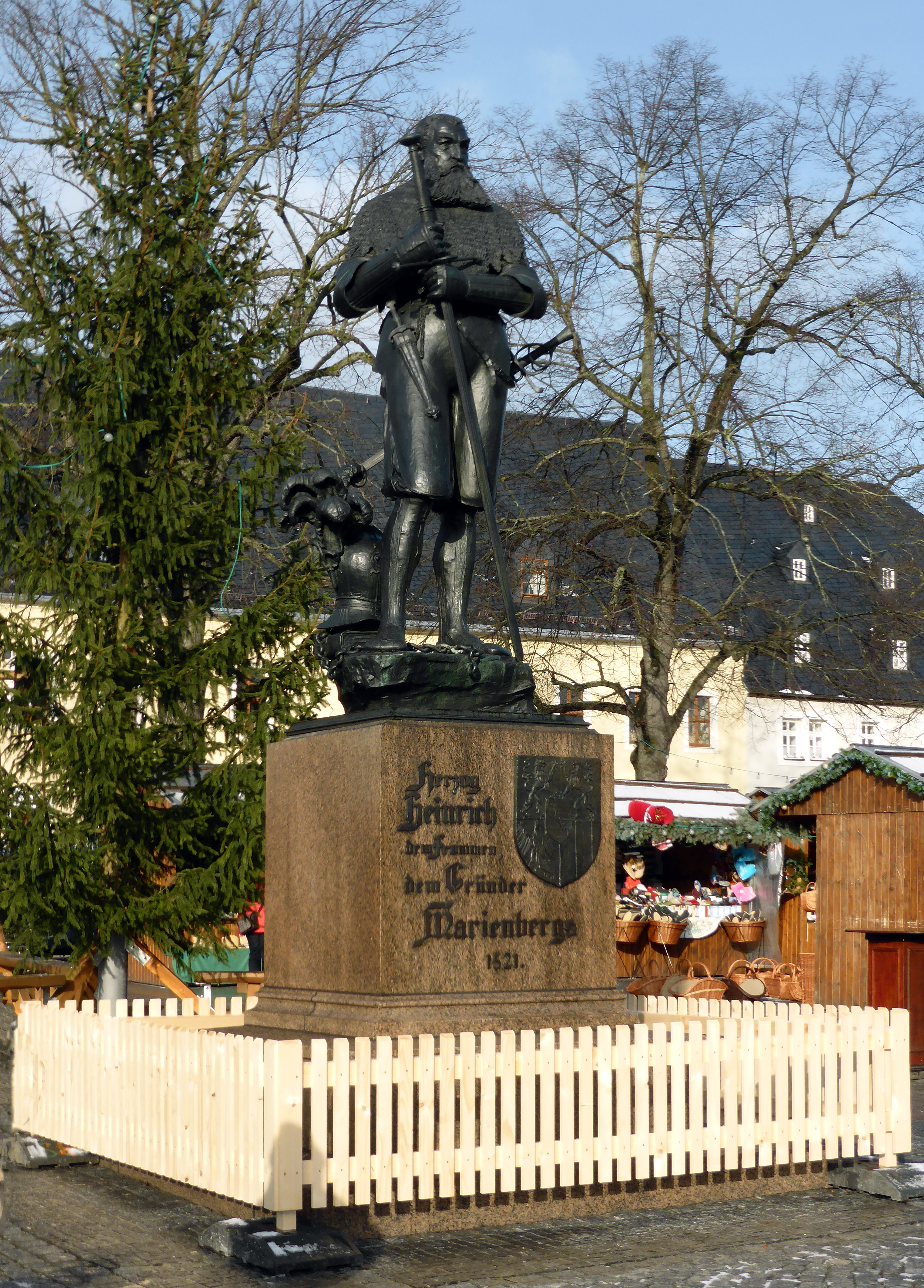
Denkmal von Herzog Heinrich auf dem Marktplatz von Marienberg

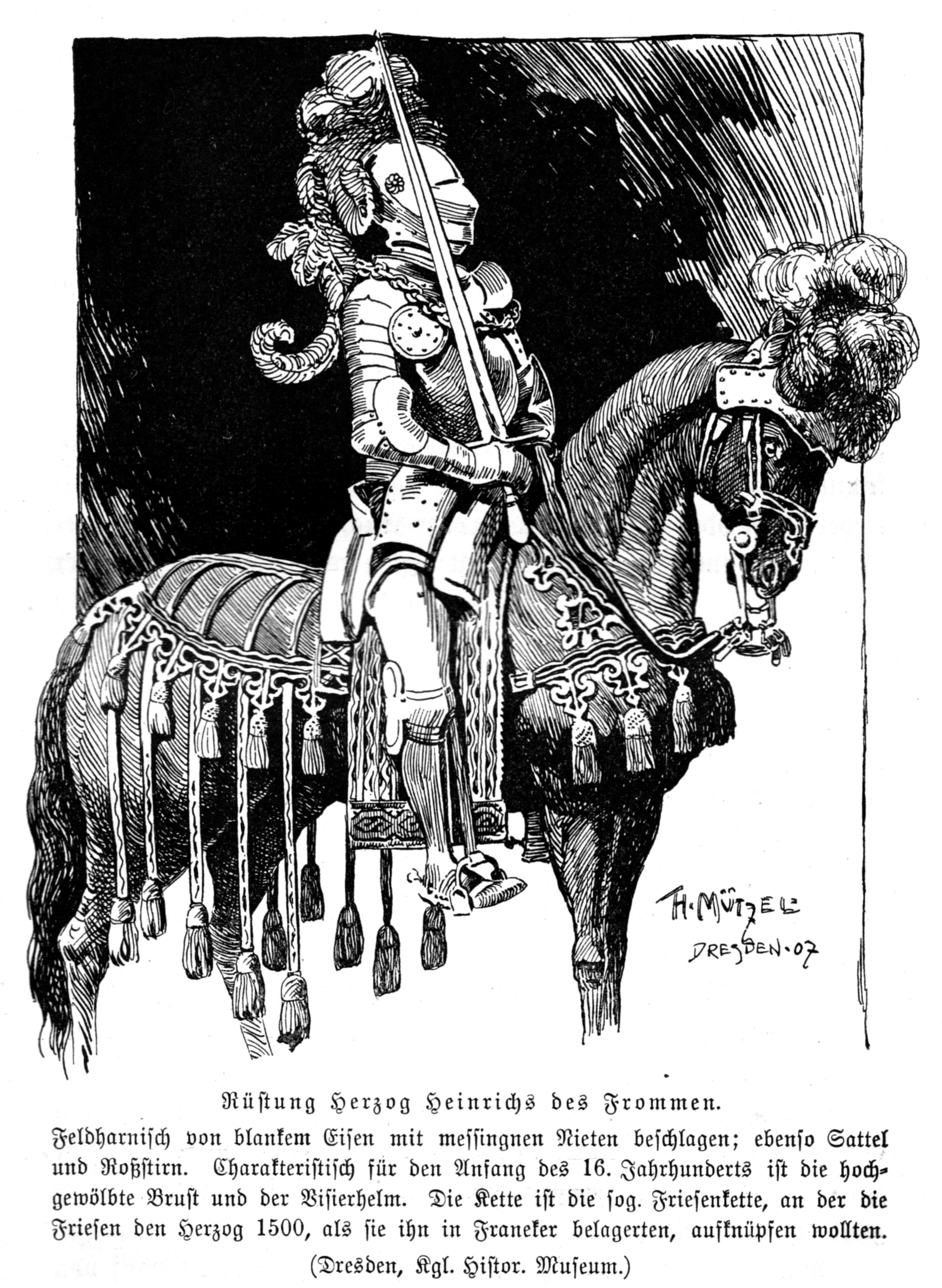
„Rüstung Heinrichs des Frommen“, Zeichnung von Hans Mützel

Heinrich der Fromme (* 16. März 1473 in Dresden; † 18. August 1541 ebenda) aus dem Hause der albertinischen Wettiner war von 1539 bis 1541 Herzog von Sachsen sowie Sagan und wird in seiner Eigenschaft als Markgraf von Meißen auch als Heinrich V. gezählt. Er führte im albertinischen Sachsen die Reformation ein; zunächst 1537 in den von ihm verwalteten Gebieten, nach der Übernahme der Herrschaft im Jahr 1539 dann im gesamten Herzogtum.

## Leben

### Herkunft und Familie
Heinrich war der zweite Sohn des Herzogs Albrecht des Beherzten von Sachsen (1443–1500), der 1485 in der Leipziger Teilung die albertinische Linie des sächsischen Hauses begründet hatte. Heinrichs Mutter Sidonie (1449–1510) war eine Tochter des Königs Georg Podiebrad von Böhmen aus dessen Ehe mit Kunigunde von Sternberg.
Heinrichs älterer Bruder Georg der Bärtige beerbte seinen Vater 1500 als Herzog von Sachsen; seine ältere Schwester Katharina war seit 1484 mit Erzherzog Siegmund von Österreich vermählt; sein jüngerer Bruder Friedrich wurde 1498 Hochmeister des Deutschen Ordens.

### Gubernator von Friesland
Im Jahr 1498 unternahm Heinrich eine Wallfahrt nach Jerusalem und wurde im Jahr darauf von seinem Vater zum Gubernator von Friesland bestimmt. 1503 unternahm er eine Pilgerreise auf dem Jakobsweg nach Santiago de Compostela. Infolge unangemessener Steuerforderungen widersetzten sich aber die Friesen seiner Herrschaft und Heinrich verzichtete dort 1505 auf die Herrschaft, nachdem er in der Residenz Franeker zeitweise belagert wurde.
Albrecht der Beherzte hatte in seinem Testament („Väterliche Ordnung“) bestimmt, dass ihn sein älterer Bruder Georg im Falle des Verlustes von Friesland mit Schloss, Stadt und Ämtern Freiberg und Wolkenstein mit einer Jahresrente von zunächst 12.500 Gulden zu entschädigen hatte.

### Freiberg
Nach dem „Brüderlichen Vertrag“ mit Georg im Jahre 1505 bekam Heinrich die nicht aneinandergrenzenden Ämter Freiberg und Wolkenstein und bezog das Schloss Freudenstein in Freiberg. Er war begeisterter Jäger und sammelte mit Leidenschaft Handwaffen und Geschütze. Am 6. Juli 1512 heiratete Heinrich in Freiberg Prinzessin Katharina (1487–1561), Tochter des Herzogs Magnus II. zu Mecklenburg. Über finanzielle Engpässe halfen Elisabeth von Rochlitz, der Rat der Stadt Freiberg und auch die Ernestiner der Familie hinweg.
1521 ließ Heinrich die Bergstadt Marienberg im Erzgebirge gründen, nachdem dort reiche Silbererzvorkommen entdeckt wurden. Er beauftragte Ulrich Rülein von Calw, der die regelmäßige Stadtanlage mit einem zentralen, 1 ha großen Marktplatz und jeweils senkrecht abgehenden Straßen plante. Neben dem dortigen Rathaus ließ sich Heinrich ein eigenes Haus errichten, in dem er sich oft mit seiner Familie aufhielt.

### Einführung der Reformation
1536 bekannte sich Heinrich nach langjährigem Drängen seiner Ehefrau Katharina zur Lehre Luthers. Unterstützt von Kurfürst Johann Friedrich und dem Rat Adam von Schönberg führte er in seinen Territorien die Reformation ein. Heinrich geriet damit in Widerspruch zu seinem Bruder Georg dem Bärtigen, der als erklärter Feind Luthers weiter am Katholizismus festhielt und seinen jüngeren Bruder überwachen ließ.
Am Neujahrstag des Jahres 1537 wurde im Freiberger Dom das Abendmahl zum ersten Mal auf lutherische Weise gereicht. Im selben Jahr wurden Heinrich und sein ältester Sohn, auf Vermittlung seiner Gemahlin, Mitglieder im Schmalkaldischen Bund. Georg der Bärtige, der zunächst Geldmittel gestrichen und die Bezahlung der evangelischen Geistlichen verhindert hatte, lenkte im Herbst 1538 schließlich ein, nachdem seine Söhne Johann und Friedrich gestorben waren und Heinrich als sein präsumtiver Nachfolger feststand. Für die Katholische Liga und Beibehaltung des alten Glaubens im Land konnte er Heinrich allerdings nicht gewinnen.

### Herzog von Sachsen
Im Alter von 66 Jahren übernahm Heinrich von seinem Bruder Georg die Herrschaft des Herzogtums. Unter seiner Regierung wurde der Protestantismus in albertinischen Sachsen Staatsreligion. Dadurch wurde es offiziell in ganz Sachsen, denn die Ernestiner hatten diese Entscheidung schon 1525/1527 getroffen. Heinrich bediente sich dabei nicht der kursächsischen Gottesdienstordnung, sondern der so genannten „Heinrichs-Agende“, auch die Visitationen wurden in eigener Regie durchgeführt. Wer sich weigerte, die neue Religion anzunehmen, wurde des Landes verwiesen oder in Haft genommen. Am 25. Mai 1539 fand in Leipzig, unter Anwesenheit Martin Luthers, die Einführungsfeier der Reformation statt.
Im November 1539 nahm Heinrich in Chemnitz an seinem einzigen Landtag teil. Damit ihm Mittel bewilligt wurden, hatte er bei seinem Glaubenszwang während der Reformationseinführung nachgeben müssen und durfte ohne Einwilligung der Stände kein Bündnis eingehen. Gemeinsam mit dem sächsischen Kurfürsten erreichte Heinrich den Verzicht der Bischöfe auf die Reichsstandsschaft, bei der der Bischof von Meißen erbitterten Widerstand geleistet hatte. Die Beschwerde der Bischöfe beim Kaiser führte schließlich zur Bestätigung ihrer Reichsunmittelbarkeit. 11 Tage vor seinem Tod bestimmte Heinrich seinen ältesten Sohn zum Mitregenten. In seinem Testament verpflichtete er seine Familie auf Treue zur Augsburger Konfession. Heinrich wurde als erster Wettiner im Dom zu Freiberg bestattet.
Heinrich war einer der wirkungsmächtigsten Wettiner, dessen wichtigste Entscheidung – die Einführung der Reformation im albertinischen Sachsen – das Land bis heute prägt. Das steht in seltsamen Gegensatz zu seinen eher beschränkten Fähigkeiten, zumal seinem wesentlich bedeutenderen, reichspolitisch aktiveren Bruder Georg eine solche Nachwirkung versagt blieb.

## Nachkommen
Aus seiner Ehe mit Katharina hatte Heinrich folgende Kinder:
- Sibylle (1515–1592)

⚭ 1540 Herzog Franz I. von Sachsen-Lauenburg (1510–1581)
- Aemilia (1516–1591)

⚭ 1533 Markgraf Georg der Fromme von Brandenburg-Ansbach (1484–1543)
- Sidonie (1518–1575)

⚭ 1545 Herzog Erich II. zu Braunschweig-Calenberg (1528–1584)
- Moritz (1521–1553), Kurfürst von Sachsen

⚭ 1541 Prinzessin Agnes von Hessen (1527–1555)
- Severin (1522–1533)
- August (1526–1586), Kurfürst von Sachsen

⚭ 1548 Prinzessin Anna von Dänemark und Norwegen (1532–1585)

## Vorfahren
| Ahnentafel Heinrich der Fromme | Ahnentafel Heinrich der Fromme                                                                       | Ahnentafel Heinrich der Fromme                                                                       | Ahnentafel Heinrich der Fromme                                                    | Ahnentafel Heinrich der Fromme                                                    | Ahnentafel Heinrich der Fromme                                                   | Ahnentafel Heinrich der Fromme                                                   | Ahnentafel Heinrich der Fromme                                                   | Ahnentafel Heinrich der Fromme                                                   |
| ------------------------------ | --- | --- | --------------------------------------------------------------------------------- | --------------------------------------------------------------------------------- | -------------------------------------------------------------------------------- | -------------------------------------------------------------------------------- | -------------------------------------------------------------------------------- | -------------------------------------------------------------------------------- |
| Ururgroßeltern                 | Markgraf Friedrich III. (1332–1381) ⚭ 1346 Katharina von Henneberg (1334–1397)                       | Herzog Heinrich I. zu Braunschweig-Lüneburg (1355–1416) Sophie von Pommern (1370–1406)               | Herzog Leopold III. (1351–1386) ⚭ 1365 Viridis Visconti von Mailand (1350–1414)   | Siemowit IV. (~1352–1426) ⚭ 1387 Alexandra von Litauen (~1360–1434)               | Boček II. von Podiebrad (–1417) Anna Elisabeth von Leipa                         | ?                                                                                | ?                                                                                | ?                                                                                |
| Urgroßeltern                   | Kurfürst Friedrich I. von Sachsen (1370–1428) ⚭ 1402 Katharina von Braunschweig-Lüneburg (1395–1442) | Kurfürst Friedrich I. von Sachsen (1370–1428) ⚭ 1402 Katharina von Braunschweig-Lüneburg (1395–1442) | Herzog Ernst der Eiserne (1377–1424) ⚭ 1412 Cimburgis von Masowien (1394/97–1429) | Herzog Ernst der Eiserne (1377–1424) ⚭ 1412 Cimburgis von Masowien (1394/97–1429) | Viktorin von Podiebrad (1403–1427) Anna von Wartenberg (1403–1427)               | Viktorin von Podiebrad (1403–1427) Anna von Wartenberg (1403–1427)               | Smil von Sternberg (–1431) Barbara von Pardubitz (–1433)                         | Smil von Sternberg (–1431) Barbara von Pardubitz (–1433)                         |
| Großeltern                     | Kurfürst Friedrich II. (1412–1464) ⚭ 1431 Margaretha von Österreich (1416–1486)                      | Kurfürst Friedrich II. (1412–1464) ⚭ 1431 Margaretha von Österreich (1416–1486)                      | Kurfürst Friedrich II. (1412–1464) ⚭ 1431 Margaretha von Österreich (1416–1486)   | Kurfürst Friedrich II. (1412–1464) ⚭ 1431 Margaretha von Österreich (1416–1486)   | König Georg von Podiebrad (1420–1471) ⚭ 1441 Kunigunde von Sternberg (1425–1449) | König Georg von Podiebrad (1420–1471) ⚭ 1441 Kunigunde von Sternberg (1425–1449) | König Georg von Podiebrad (1420–1471) ⚭ 1441 Kunigunde von Sternberg (1425–1449) | König Georg von Podiebrad (1420–1471) ⚭ 1441 Kunigunde von Sternberg (1425–1449) |
| Eltern                         | Herzog Albrecht der Beherzte (1443–1500) ⚭ 1464 Sidonie von Böhmen (1449–1510)                       | Herzog Albrecht der Beherzte (1443–1500) ⚭ 1464 Sidonie von Böhmen (1449–1510)                       | Herzog Albrecht der Beherzte (1443–1500) ⚭ 1464 Sidonie von Böhmen (1449–1510)    | Herzog Albrecht der Beherzte (1443–1500) ⚭ 1464 Sidonie von Böhmen (1449–1510)    | Herzog Albrecht der Beherzte (1443–1500) ⚭ 1464 Sidonie von Böhmen (1449–1510)   | Herzog Albrecht der Beherzte (1443–1500) ⚭ 1464 Sidonie von Böhmen (1449–1510)   | Herzog Albrecht der Beherzte (1443–1500) ⚭ 1464 Sidonie von Böhmen (1449–1510)   | Herzog Albrecht der Beherzte (1443–1500) ⚭ 1464 Sidonie von Böhmen (1449–1510)   |
| Heinrich der Fromme            | | |                                                                                   |                                                                                   |                                                                                  |                                                                                  |                                                                                  |                                                                                  |